# Route 560 (Nouveau-Brunswick)
Pour les articles homonymes, voir Route 560.
La route 560 est une route locale du Nouveau-Brunswick située dans l'ouest de la province, entre Woodstock et Centreville, traversant une région montagneuse et agricole. Elle mesure 56 kilomètres, et est pavée sur toute sa longueur.

## Tracé
La 560 débute au nord de Woodstock, à Upper Woodstock, sur la route 103. Elle commence par se diriger vers l'ouest jusqu'à Jacksonville, où elle prend une orientation vers le nord. Elle passe ensuite sous la route 2, puis elle traverse quelques petites municipalités, tel que Deerville et Lakeville. Elle traverse ensuite la ville de Centreville, en étant nommé chemin chemin Lakeville au sud de la route 110, et chemin Knoxford au nord. Elle se rapproche ensuite de plus en plus de la frontière Canado-américaine jusqu'à Listerville, où elle est à moins de 1 kilomètre de cette dernière. Un peu plus au nord, elle bifurque vers l'est, pour passer à nouveau sous la route 2, et pour se terminer sur la route 130 à River de Chute. 

## Intersections principales
| route 560         |                 |    |                                      |                          |
| Comté             | Location        | km | Intersection/Destinations            | Notes                    |
| Comté de Carleton | Upper Woodstock | 0  | R-103, Woodstock centre, Hartland    | extrémité sud de la 560  |
| Comté de Carleton | Jacksonville    | 4  | R-590 nord, Hartland                 |                          |
| Comté de Carleton | Centreville     | 33 | R-110, Florenceville, Mars Hill (Me) |                          |
| Comté de Carleton | River de Chute  | 56 | R-130, Perth-Andover, Florenceville  | extrémité nord de la 560 |